# Gabriel Gustafson
Gabriel Adolf Gustafson (Visby, 8 agosto 1853 – Oslo, 16 aprile 1915) è stato un archeologo svedese con cittadinanza norvegese.
È stato responsabile dello scavo e della conservazione della nave di Oseberg (Osebergfunnet).

## Biografia
Gabriel Gustafson nacque a Visby, nella contea di Gotland, in Svezia. Gustafson studiò presso l'Università di Uppsala conseguendo la laurea in Archeologia nel 1871. Fu professore presso l'Università di Uppsala (1875-1889). Gustafson fu impiegato dall'Università di Bergen come conservatore dal 1889 al 1900. Nel 1900, in seguito alla morte di Oluf Rygh, fu nominato direttore del Museo universitario nazionale delle antichità presso l'Università di Kristiania, (ora Università di Oslo) e professore di archeologia.